# Acheritou
Acheritou (in greco Αχερίτου?, localmente [aʃeˈɾitu]; in turco Güvercinlik) è un villaggio di Cipro, situato nella Dhekelia SBA. Esso è situato de iure nel distretto di Famagosta e de facto nel distretto di Gazimağusa. È de facto sotto il controllo di Cipro del Nord. Prima del 1974, Acheritou era un villaggio greco-cipriota.
Nel 2011 Acheritou aveva 911 abitanti.

## Geografia fisica
Acheritou o Akhyritou è situato nella pianura della Messaria meridionale, a ovest della sezione di Agios Nikolaos della base sovrana britannica di Dhekelia e a 11 km a ovest della città di Famagosta.

## Origini del nome
Sebbene il villaggio sia stato per la maggior parte del tempo abitato prevalentemente da greco-ciprioti, ha sempre avuto anche un nome turco: fin dall'epoca ottomana aveva un nome turco, Güvercinlik, che significa "deposito di piccioni".

## Società

### Evoluzione demografica
Durante il periodo ottomano il villaggio era misto (almeno nel 1831). Nel censimento ottomano del 1831, i cristiani costituivano il 77% e i musulmani il 23% della popolazione del villaggio. Questo rapporto cambiò nel 1891, quando i cristiani costituirono quasi l'unica popolazione del villaggio. Durante il periodo britannico, la popolazione del villaggio aumentò notevolmente, passando da 338 abitanti nel 1891 a 1035 nel 1961.
Tutti gli abitanti del villaggio, allora interamente greco-ciprioti, furono sfollati nell'agosto 1974, in fuga dall'avanzata dell'esercito turco verso la parte meridionale dell'isola. La maggior parte dei greco-ciprioti di Acheritou vive ora in un nuovo insediamento chiamato San Giorgio di Acheritou o Vrysoulles, a soli due chilometri dal villaggio originario. Molti abitanti del villaggio di Acheritou sono fuggiti dalle loro case per raggiungere questa località, appena al di là della Linea Verde, che è diventata prima un campo profughi (molti sono stati ospitati in una fabbrica di conserve di frutta) e poi è stata trasformata in alloggi per rifugiati. Il numero dei greco-ciprioti di Acheritou sfollati nel 1974 era di circa 1.270 (1.267 nel censimento del 1973).
Oggi il villaggio è abitato principalmente da persone provenienti dalla Turchia, arrivate sull'isola nel 1976. Sono principalmente originari delle province turche di Adana, Kahramanmaraş e Osmaniye. Secondo il censimento turco-cipriota del 2006, la popolazione di Akhyritou/Güvercinlik era di 887 abitanti.